# Mesedra juvenis
Mesedra juvenis là một loài bướm đêm trong họ Geometridae.